# Швеція на літніх Олімпійських іграх 2008
Швеція брала участь у Літніх Олімпійських іграх 2008 року у Пекіні (Китай) у двадцять п'яте за свою історію, і завоювала чотири срібні і одну бронзову медалі. Збірну країни представляли 123 спортсмени, серед яких 73 жінки.

## Срібло
- Велоспорт, жінки — Емма Юганссон.
- Велоспорт, чоловіки — Густав Ларссон.
- Кінний спорт, чоловіки, особистий конкур — Рольф-Єран Бенгтссон.
- Теніс, чоловіки, парний розряд — Сімон Аспелін та Томас Юганссон.

## Бронза
- Вітрильний спорт, чоловіки — Андерс Екстрем, Фредрік Лееф.